# Klokočevac (Bjelovar)
Klokočevac est un village  du comitat de Bjelovar-Bilogora (région de Slavonie) en Croatie. Sa population était de 860 habitants en 2001.